# 金子ありさ
金子 ありさ（かねこ ありさ、1973年8月13日 - ）は、日本の脚本家、小説家、大学講師。
東京都出身。日本大学芸術学部映画学科卒業。日本大学芸術学部映画学科講師。

## 経歴
東京都出身。東京都立白鷗高等学校を経て、日本大学芸術学部映画学科監督コース卒。映画作りを志し、大学在学中より脚本作りを学ぶ。
脚本を書きながら、学生時代はアメリカ留学を目指していた。大学4年時にシナリオコンクールに5本書いてそれぞれ応募。うちの一つがフジテレビヤングシナリオ大賞だった。1995年に第8回フジテレビヤングシナリオ大賞で『ときわ菜園の冬』で大賞受賞。受賞時22歳だった。これをきっかけに、1996年の『TOKYO23区の女』（フジテレビ）で脚本家デビュー。25、6歳の時に手掛けた『ナースのお仕事3』を契機に、脚本の職人になろうと決意。2005年の『電車男』を皮切りに映画の脚本にも進出する。
2014年には短編映画『はなれゆび』を初監督。
2015年にはNHK大河ドラマ『花燃ゆ』の脚本に参加、吉田松陰という稀代の思想家が蒔いた種の行く末を描きたいとコメントを残している。
また、小説『ガールズ・ガーデン』を『LUCi』誌上に2001年11月号から2年にわたって連載し、2004年に扶桑社より刊行して小説家としてもデビュー。2010年より母校の日本大学芸術学部映画学科の講師を務め、シナリオ講座を担当する。

## 作品

### テレビドラマ
- TOKYO23区の女 第23回「文京区の女」（1996年、フジテレビ）
- フジテレビヤングシナリオ大賞「ときわ菜園の冬」（1996年、フジテレビ）
- 木曜の怪談'97「悪霊学園」（1997年、フジテレビ）
- イヴ（1997年、フジテレビ）
- ブラザーズ（1998年、フジテレビ）
- 走れ公務員!（1998年、フジテレビ）
- 美少女H2（1999年、フジテレビ）
  - 第13話「Over The Window」
  - 第20話「夢のかなう場所」
  - 第21話「最終回スペシャル」
- 恋愛結婚の法則（1999年、フジテレビ）
- ナースのお仕事3（2000年、フジテレビ）
- 女子アナ。（2001年、フジテレビ）
- ナンバーワン（2001年、TBS）
- ナースのお仕事4（2002年、フジテレビ）
- 恋とおしゃれと男のコ（2002年、BS-i）
- Stand Up!!（2003年、TBS）
- お義母さんといっしょ（2003年、フジテレビ）
- それは、突然、嵐のように…（2004年、TBS）
- 1エピソード5分ショートドラマ傑作選「スパイ道」（2005年、TBS）
- がんばっていきまっしょい（2005年、関西テレビ）
- 星に願いを〜七畳間で生まれた410万の星〜（2005年、フジテレビ）
- サプリ（2006年、フジテレビ）
- 牛に願いを Love&Farm（2007年、関西テレビ）
- ありがとう、オカン（2008年、関西テレビ）
- 派遣のオスカル〜少女漫画に愛をこめて（2009年、NHK）
- 上野樹里と5つの鞄「HOPE」（2009年、WOWOW）
- ドラマ10 「タイトロープの女」（2012年、NHK）
- パパドル!（2012年、TBS）
- 第二楽章（2013年、NHK）
- 芙蓉の人〜富士山頂の妻（2014年、NHK）
- 罪人の嘘（2014年、WOWOW）
- 花燃ゆ（2015年、NHK大河ドラマ）
- 水曜ミステリー9「邪魔〜主婦が堕ちた破滅の道」（2015年、テレビ東京）
- 私 結婚できないんじゃなくて、しないんです（2016年、TBS）[12]
- 巨悪は眠らせない 特捜検事の逆襲（2016年、テレビ東京）[13]
- 絆〜走れ奇跡の子馬〜（2017年、NHK）
- FINAL CUT（2018年、関西テレビ）
- 中学聖日記（2018年、TBS）[14]
- 土曜ナイトドラマ 「東京独身男子」（2019年、テレビ朝日）
- 恋はつづくよどこまでも（2020年、TBS）[15]
- 着飾る恋には理由があって（2021年、TBS）[16]
- ペンディングトレイン-8時23分、明日 君と（2023年、TBS）[17]
- 恋する警護24時（2024年、テレビ朝日）
- 9ボーダー（2024年、TBS）
- 初恋DOGs（2025年、TBS）

### ネット配信ドラマ
- 御手洗家、炎上する（2023年、Netflix）

### 映画
- 電車男（2005年）
- ラフ ROUGH（2006年）
- 7月24日通りのクリスマス（2006年）
- 陰日向に咲く（2008年）
- ヘルタースケルター（2012年）
- おかえり、はやぶさ（2012年）
- 高台家の人々（2016年）
- ボクの妻と結婚してください。（2016年）
- となりの怪物くん（2018年）
- 羊と鋼の森（2018年）
- TANG タング（2022年）

### 短編映画
- はなれゆび（2014年） - 監督・脚本

### 舞台
- ロミオとジュリエット（2009年）
- 君と見る千の夢（2010年）
- ようこそ、ミナト先生（2022年）

## 著書

### 小説
- ガールズ・ガーデン（2004年3月20日、扶桑社、ISBN 9784594045418）
- ひとこと、好きと言いたくて（2007年9月11日、扶桑社、ISBN 9784594054731）
- 罪人の嘘（2014年7月25日、角川文庫、ISBN 978-4-04-101954-2）